# Park Widzewska Górka w Łodzi
Park Widzewska Górka – park o charakterze rekreacyjno-wypoczynkowym położony w Łodzi, w dzielnicy Widzew, na terenie osiedla Widzew Wschód. 

## Położenie i opis

Osiedle Widzew Wschód widoczne z Widzewskiej Górki

Widzewska Górka zlokalizowana jest we wschodniej części Łodzi, na terenie osiedla Widzew Wschód, wchodzącego w skład dawnej łódzkiej dzielnicy Widzew. Obszar parku ograniczony jest ulicami Alberta Chmielowskiego, Cichą oraz Józefa Elsnera. Park liczy 8,24 ha i składa się z dwóch części: zachodniej - Widzewska Górka I oraz wschodniej - Widzewska Górka II. W zachodniej części parku znajduje się górka z wytyczonymi ścieżkami glinkowo-żwirowymi, mostkiem oraz tężnią solankową, we wschodniej części zieleńca znajdują się boiska sportowe, plac zabaw oraz mały amfiteatr. W sąsiedztwie parku znajduje się XLVII Liceum Ogólnokształcące, Szkoła Podstawowa nr 199 oraz Kościół pw. św. brata Alberta Chmielowskiego. Na skraju parku przy ulicy Alberta Chmielowskiego mieści się stacja Łódzkiego Roweru Publicznego.

## Historia
Park został zrealizowany w latach 1999-2001, na terenie dwóch sztucznych wzniesień pozostałych po pracach przy budowie osiedla Widzew-Wschód, pierwotnie na tym terenie miał zostać zbudowany stadion piłkarski Widzewa Łódź. W październiku 2000 roku na terenie parku mieszkańcy wraz z ówczesnym premierem Leszkiem Millerem sadzili drzewa w czynie społecznym. Park oficjalnie otwarto 20 września 2001 roku. Na terenie utworzono alejki, promenadę, mostek oraz ścieżkę dla rowerów górskich. W latach 2002–2004 przystąpiono do realizacji drugiej części parku, z placem zabaw, siłownią zewnętrzną i amfiteatrem. Wraz z utworzeniem drugiej części parku, na osiedlu utworzono „zielony klin”, napowietrzający je. W latach 2008–2010 w drugiej części parku zrealizowano kompleks boisk Orlik przy Szkole Podstawowej nr 199. W 2018 roku w parku otwarto tężnię solankową.

## Nagrody
W 2004 roku pierwsza część parku została nagrodzona przez Towarzystwo Urbanistów Polskich za najlepiej zagospodarowaną przestrzeń w województwie łódzkim.